# Kınalıada
Kınalıada (Πρώτη, en grec, Proti, ou Prote) est une des neuf îles constituant l'archipel des Îles des Princes (Adalar en turc, un des trente-neuf districts d'Istanbul), dans la mer de Marmara, en Turquie. Kınalıada signifie l'île (ada)  du henné (kına), en référence à la couleur des eaux où baigne l'île. C'est l'île la plus proche de la rive européenne d'Istanbul, à seulement une heure de ferry de Sirkeci. Les îles Vordonis se trouvent à mi-chemin entre la côte et l'île de Kınalıada.

## Histoire
L'île abritait un monastère pendant la période byzantine et servit de lieu d'exil, comme d'autres Îles des Princes. 
Michel Ier Rhangabé s'y retira avec l'impératrice et ses enfants après son abdication en 813, et y mourut en janvier 844.
Romain Ier Lécapène, renversé par ses fils Etienne et Constantin en décembre 944, fut contraint d'y devenir moine et s'y éteignit en juin 948.
En décembre 969, la fille d’un aubergiste du Péloponnèse Théophanô, épouse des basileus Rômain II, puis Nicéphore Phôkas, y est exilée par son amant Iôannis Kourkouas Tzimiskés avant son couronnement impérial.
En 971, le général Léon Phôkas, frère du basileus Nicéphore Phôkas, après une révolte, y est enfermé et énucléé.
Après son aveuglement en décembre 1072, Romain IV Diogène y fut relégué avant d'y mourir quelques jours plus tard et d'y être inhumé.

## Géographie
C'est l'une des îles les moins forestières, connue pour la couleur rouge de sa terre, due aux travaux de mines de fer et de cuivre. Kınalıada fait environ 1,5 km de longueur pour une largeur de 1,1 km. C'est la quatrième plus grande des îles des Princes dans la mer de Marmara. Il existe trois grandes collines sur l'île, Çınar Hill, située sur la partie ouest de l'île, Teşvikiye (115 mètres), située à côté de Çinar Hill, et Hristo (93 mètres), au sommet de laquelle se trouve le monastère Hristo.
En 2000, la population de l'île compte 3318 habitants permanents. La circulation des voitures, des motocyclettes et des attelages de chevaux est interdite sur l'île.